# 有馬四十八滝
有馬四十八滝（ありましじゅうはちたき）は兵庫県神戸市北区の六甲山地中腹の紅葉谷・白石谷にある滝群の総称。
有馬温泉から六甲山山頂への登山ルート入り口である紅葉谷・白石谷一帯、冬季には樹氷や霧氷が見られる、六甲アイスガーデンと呼ばれるエリアにある。多くの滝が凍結して氷瀑となり、それらを目指して多くのアイスクライマーやハイカーが訪れる。

## 主な滝
- 七曲滝 - 岩盤上を流れる長さ40m、落差20mの段瀑で、冬季は特に凍結しやすい
- 百間滝 - 落差30mの滝。冬季は凍結しやすい
- 似位滝 - 落差30mの滝。冬季は凍結しやすい
- 白石滝 - 落差30mの滝。冬季でも比較的凍結しにくい
- 蜘蛛滝 - 落差30mの2段瀑。
- 蟇滝 - 落差6mの滝。
- ナメ滝

## 所在地
〒651-1401 兵庫県神戸市北区有馬町

## 交通アクセス
- 神戸電鉄有馬線 有馬温泉駅または六甲有馬ロープウェー有馬温泉駅より登山道を徒歩にて